# Meštrovićs paviljong
Ej att förväxla med Zagrebs moské.
Meštrovićs paviljong (kroatiska: Meštrovićev paviljon), även kallat Kroatiska konstnärernas hem (Dom hrvatskih likovnih umjetnika), är en byggnad i Zagreb i Kroatien. Den invigdes 1938 och uppfördes enligt ritningar av Ivan Meštrović. Meštrovićs paviljong är idag en utställningslokal samt säte för Kroatiska konstnärsföreningen (Hrvatsko društvo likovnih umjetnika). Byggnaden står centralt vid Torget för fascismens offer i Nedre staden. Den uppfördes 1938 för att tjäna som konstgalleri men har sedan uppförandet haft flera olika funktioner. Under den fascistiska Ustaša-regimen 1941-1945 kom byggnaden att tjäna som moské varför den än idag i folkmun kallas "moskén".

## Historik

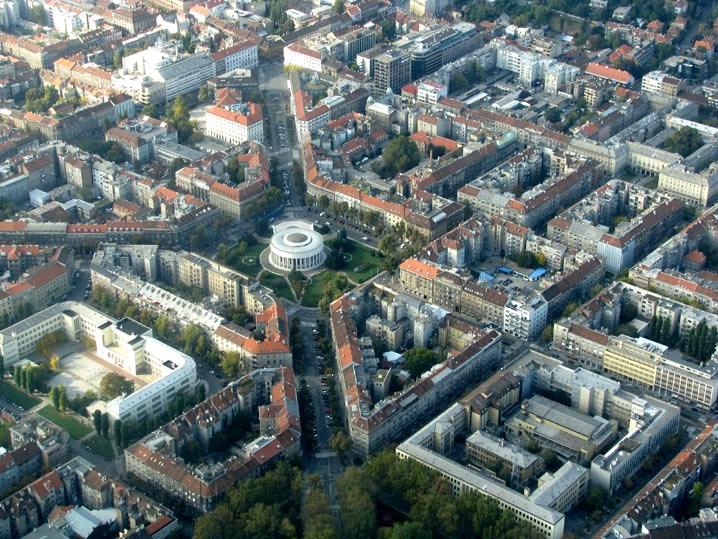
Flygbild som visar byggnadens centrala plats på Torget för fascismens offer.

1933 nådde den kroatiska konstnärsföreningen "Strossmayer" en överenskommelse med Kommissionen för uppförande av minnesmärken (Odborom za podizanje spomenika) om att resa ett minnesmärke för kung Peter I. Överenskommelsen innebar att en byggnad istället för en staty skulle resas till kungens minne. Ivan Meštrović gavs i uppdrag att rita byggnaden vars tekniska detaljer förverkligades av arkitekterna H. Bilinić och L. Horvat. I oktober 1934 påbörjades arbetet med att resa byggnaden och den 1 december 1938 invigdes den i närvaro av bland annat Zagrebs dåvarande romersk-katolske ärkebiskop Alojzije Stepinac. Den 11 december samma år hölls den första utställningen "Ett halvt sekel av kroatisk konst" (Pola vijeka hrvatske umjetnosti).
1941, efter den fascistiska maktövertagandet, lät riksföreståndaren Ante Pavelić göra om byggnaden till en moské. Enligt den fascistiska Ustaša-regimens ideologi betraktades bosniakerna som muslimska kroater och omdaningen till en moské kan ses i ljuset av att regimen ville blidka muslimerna. Kroatiska konstnärsföreningen "Strossmayer" fick lämna byggnaden som kom att anpassas till de nya förutsättningarna. Tre minareter uppfördes kring den ovala byggnaden och 1944 invigdes den nya moskén. 1945 föll den fascistiska regimen och den Oberoende staten Kroatien kom att integreras i det nu kommunistiska Jugoslavien. 1949 lät de kommunistiska myndigheterna riva minareterna varpå byggnaden exteriört återfick sin ursprungliga skepnad.    

### Fotnoter
1. 1 2 3 4 5 6  Kroatiska konstnärsföreningen – officiell webbplats (kroatiska)